# Sweetwater (banda)
Sweetwater fue un grupo de música psicodélico nacido en 1968, liderado por la joven Nancy Nevins (voz), de tan solo 17 años. Su estilo mezcló el rock con el folk-pop melódico, con ciertas inclinaciones al jazz y clásicas.
Luego de actuar en numerosas ocasiones en Los Ángeles, su ciudad natal, se cruzaron con el representante Harvey Gerst, quien les consiguió un contrato con Reprise, donde grabaron su primer álbum.

## Historia
Su primer disco lo editaron en 1968, con nombre homónimo al de la banda, fue producido por Dave Hassinger, ingeniero de bandas como The Rolling Stones y Jefferson Airplane. La gran parte de sus canciones fueron escritas por el tecladista Del Zoppo. Sus primeros éxitos fueron "What's wrong", "In a rainbow" y "Motherless child".
El gran salto lo dieron sin duda cuando participaron en el festival de Woodstock de 1969, ya que gracias a esto más tarde llegaron a compartir escenario con bandas como Jimi Hendrix, The Doors, Crosby o Frank Zappa.
Sin embargo, poco antes de editar su segundo LP, su vocalista sufrió un grave accidente automovilístico que le provocó un coma profundo y la imposibilidad de forzar sus cuerdas vocales, suceso que terminó por dar nombre al segundo trabajo en 1970, "Just for you", cuyo primer sencillo del mismo nombre lo escribió la misma Nancy Nevins, y en el que seguían apareciendo canciones con la voz de la joven vocalista.
En 1971, Fred Herrera produjo "Melon", un álbum con muy poca repercusión que significó el fin de la carrera de este conjunto, para reaparecer recién en 1995, en una nueva edición del festival de Woodstock. En 1975, Nancy, ya recuperada, había editado un álbum solista que no alcanzaría niveles demasiado altos.
En el año 1999 se realizó una película editada para TV llamada "Sweetwater", en la cual la actriz Amy Jo Johnson hizo el papel de Nancy Nevins.

## Integrantes
- Nancy Nevins (voz)
- Alex del Zoppo (teclado)
- August Burns (chelo)
- Alan Malarowitz (batería)
- Fred Herrera (bajo)
- Elpidio "Pete" Cobian (percusión)

## Discografía
- Sweetwater - 1968
- Just for you - 1970
- Melon - 1971
- Nancy Nevins (solista) - 1975

## Enlaces
- Página oficial de Sweetwater ( Inglés )
- Página oficial de Nancy Nevins ( Inglés )
- Página oficial de Alex del Zoppo ( Inglés )

- Datos: Q1890129